# Chalástra
Chalástra är en ort i Grekland. Den ligger i prefekturen Nomós Thessaloníkis och regionen Mellersta Makedonien, i den norra delen av landet, 300 km norr om huvudstaden Aten. Chalástra ligger 5 meter över havet och antalet invånare är 7 360. Motorvägen på E75 mellan Belgrad, Skopje och Aten går förbi Chalástra.
Terrängen runt Chalástra är mycket platt. Närmaste större samhälle är Thessaloníki, 16,8 km öster om Chalástra. Trakten runt Chalástra består till största delen av jordbruksmark.